# Mayu Hamada
Mayu Hamada (jap. 濱田 真由, Hamada Mayu; * 31. Januar 1994 in der Präfektur Saga) ist eine japanische Taekwondoin. Sie startet in der Gewichtsklasse bis 57 Kilogramm.
Hamada trainiert unter Tsuyoshi Koga in Kurume. Ihre ersten internationalen Titelkämpfe bestritt sie bei der Juniorenasienmeisterschaft auf Kisch, wo sie in der Klasse bis 49 Kilogramm Bronze gewann. Im folgenden Jahr erkämpfte sie sich auch in Tijuana Bronze bei der Juniorenweltmeisterschaft. Hamada debütierte bei der Weltmeisterschaft 2011 in Gyeongju im Erwachsenenbereich. Sie schied jedoch in der Klasse bis 53 Kilogramm gegen Caroline Fisher frühzeitig aus. Bei der Asienmeisterschaft 2012 in Ho-Chi-Minh-Stadt konnte sie mit dem Einzug ins Halbfinale Bronze und damit ihre erste internationale Medaille im Erwachsenenbereich gewinnen. In der Klasse bis 57 Kilogramm siegte Hamada beim asiatischen Olympiaqualifikationsturnier in Bangkok im entscheidenden Kampf um den dritten Platz und qualifizierte sich für die Olympischen Spiele 2012 in London. Dort unterlag sie Marlène Harnois im Kampf um die Bronzemedaille und belegte den fünften Platz.
Bei den Weltmeisterschaften 2013 im mexikanischen Puebla unterlag sie im Finale nur der Südkoreanerin Kim So-hee. Sie belegte bei den Asienspielen 2014 in Incheon, Südkorea den zweiten Platz. Sie unterlag im Finale der Südkoreanerin Lee Ahreum. Bei den nächsten Weltmeisterschaften im russischen Tscheljabinsk errang sie gegen die Spanierin Eva Calvo die Goldmedaille.